# Наноінженерія
Наноінженерія (англ. nanoengineering) — використання методів хімії для побудови наноструктур та їхніх композитів з необхідними електронними, оптичними, транспортними та іншими властивостями, мікроскопічних плівок та матеріалів, виготовлених на їхній основі.